# Francisco Pérez del Valle
Francisco Pérez del Valle (Bones, Ribadesella en 1804-Madrid, 1884) fue un escultor español.

## Biografía

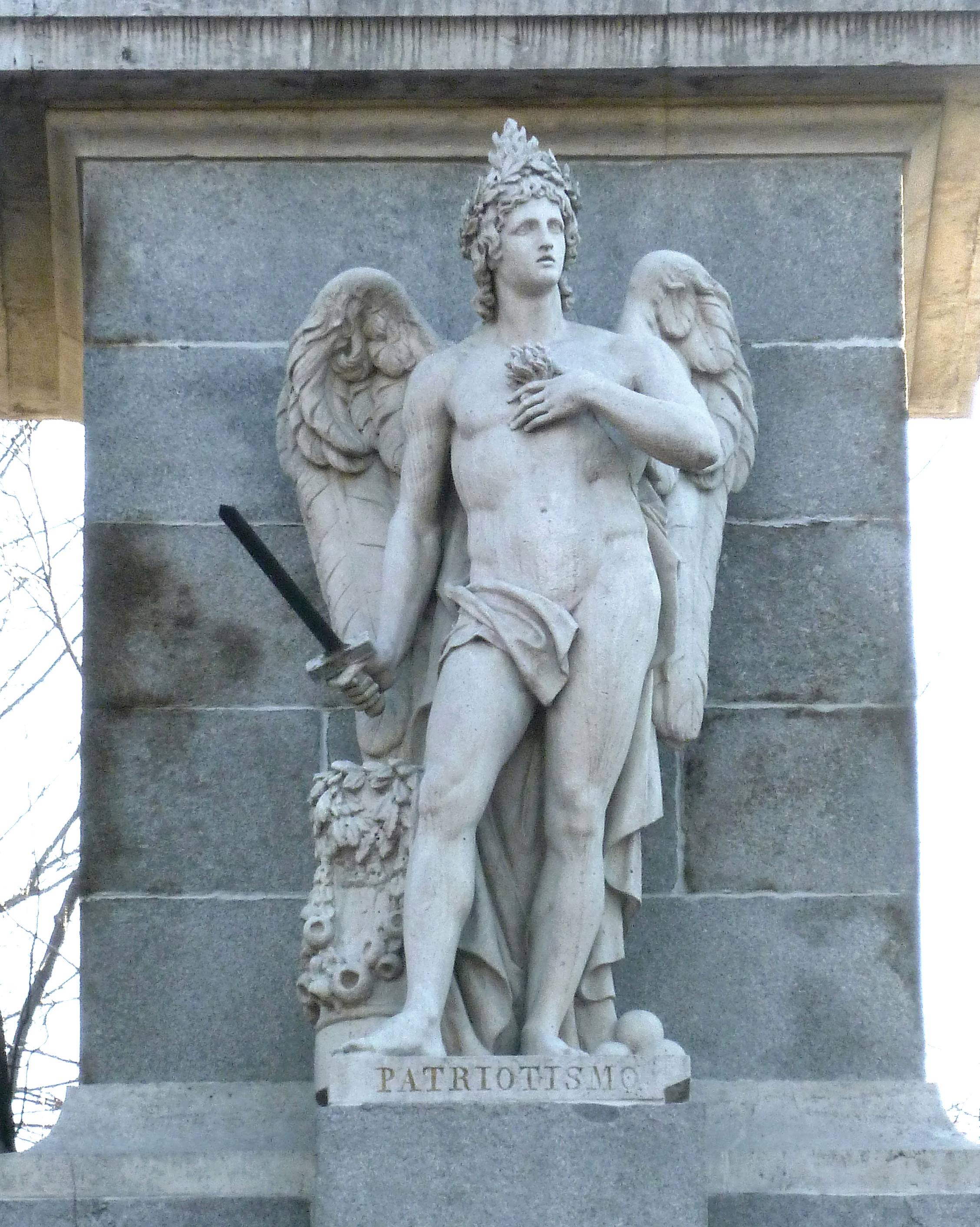
Patriotismo, en el Monumento a los Héroes del Dos de Mayo (1840).

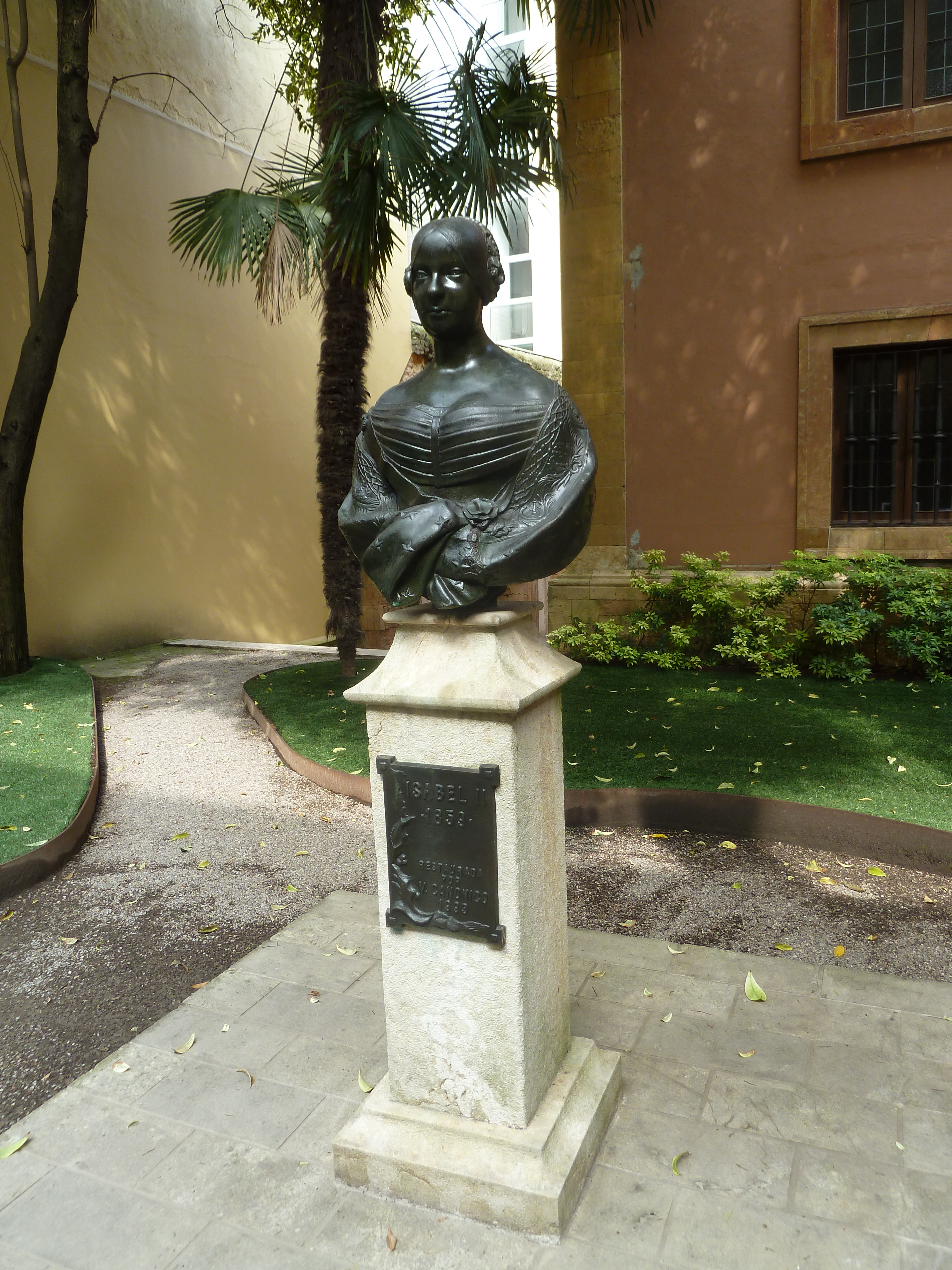
Busto de Isabel II (1846), obra de Francisco Pérez del Valle en Oviedo.

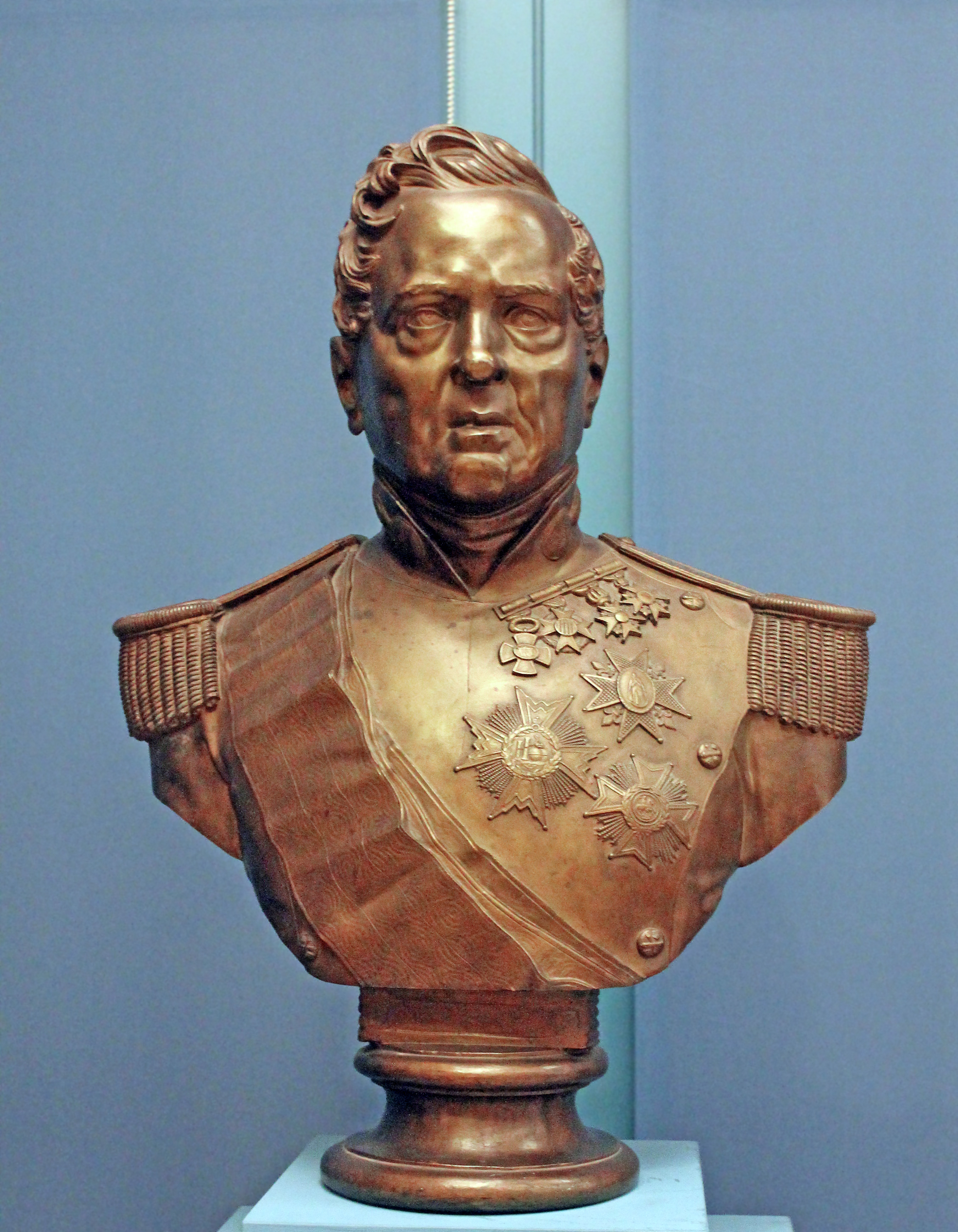
Busto del V marqués de Castelldosríus (RABASF).

Perteneció a la Real Academia de Bellas Artes de San Fernando, desde 1826 que, en 1838,  lo nombró "Individuo de Mérito", siendo elegido por ello académico. En 1841 llegó a desempeñar el cargo de segundo director de estudios de la Real Academia de Bellas Artes de San Fernando, siendo nombrado director honorario en 1844.
Desempeñó el cargo de profesor de modelado antiguo y ropajes en la Escuela Superior de Pintura y Escultura. Fue escultor honorario de cámara de la reina Isabel II desde 1843, y segundo desde 1858, hasta que fue suspendido del cargo en 1866.

## Producción artística
La mayoría de su producción artística ha desaparecido, pero la que queda puede clasificarse en dos apartados marcados por la temática. Por una parte tiene obras de temática mitológica  y figuras alegóricas, con una marcada influencia clasicista, destacando entre las obras que tiene la medalla "El suplicio de Prometeo y Apolo y Dafne" (Museo de la Real Academia de Bellas Artes de San Fernando), también pertenecería a este grupo su obra Ayax Telamón.
Pérez es también conocido por haber participado en el Monumento a los Héroes del Dos de Mayo (Madrid, 1840) con una escultura llamada Patriotismo, que forma parte del conjunto.
Esculpió numerosas obras, entre ellas, además de las citadas anteriormente tendríamos:
- Bajorrelieve titulado Carlos V visitando a Francisco I en La torre de los Lujanes.
- Busto en bronce del V marqués de Castelldosríus (RABASF).
- La fidelidad, 1858.
- La estatua y busto en mármol de Isabel II.
- Los bustos de la marquesa de Santa Coloma, Pío IX, Ventura de la Vega, Martín Fernández de Navarrete, Carlos Ribera, Javier de Quinto y Antonio Ros de Olano.
- Estatuas de Fernando III el Santo, Isabel la Católica y Gaspar Melchor de Jovellanos.
- Una imagen de la Concepción y una escultura del rey Francisco de Asís de Borbón con el manto e insignias de la orden de Carlos III.
- Estatua en madera de Nuestra Señora de la Concepción.
- San Gabriel.
- San José.
- Busto de Isabel II en Oviedo[4]